# Thierry Van Hasselt
Thierry Van Hasselt (1969) is een Belgisch stripauteur, beeldend kunstenaar en uitgever.
Van Hasselt is een neef van François Schuiten en kwam via hem in contact met het stripmedium. Hij volgde een middelbare opleiding aan Sint-Lucas in Brussel en volgde les bij Pierre Pourbaix en Marc Sevrin. Met medeleerlingen van Sint-Lucas, Alain Corbel en Éric Lambé maakte hij het tijdschrift Mokka (1990), in 1994 omgedoopt tot Pelure amère. En hij zette samen met Denis Deprez, Olivier Deprez, Vincent Fortemps, Jean-Christophe Long en Olivier Poppe de alternatieve uitgeverij frigo production (1991) op. In 1994 werd dit uitgeverij Fréon en na de fusie met het Franse Amok werd dit Frémok. Ze publiceerden het tijdschrift Frigobox (1994) en verschillende stripboeken. Het gaat om meestal poëtische strips, wars van iedere affectieve of commerciële boodschap.
Als stripauteur publiceerde Van Hasselt in 2000 Gloria Lopez (Fréon), een kunstzinnig boek van een 200-tal pagina's waarin de hokjes gaandeweg plaatsmaken voor brede horizonten. In 2002 volgde Brutalis (Frémok) in samenwerking met choreografe Karine Ponties. Het boek kwam samen met een dansvoorstelling tot stand. In 2006 werkte hij terug samen met Ponties aan de dansvoorstelling Holeulone waarbij beeldmateriaal op de scène werd geprojecteerd. Uit dit project kwam het boek Heureux, Alright! (2008) voort. Les images volées, een samenwerking met Mylène Lauzon, werd gepubliceerd in Frigobox in 2008. Een ander werk van Van Hasselt is La petite main (over het hulpje van een gearresteerde kannibaal).
- Bibliothèque nationale de France: cb14561395d (data)
- Gemeinsame Normdatei: 122458346
- International Standard Name Identifier: 0000 0000 1098 5350
- Library of Congress Control Number: nr2003032286
- Virtual International Authority File: 10727980